# Croy (släkt)

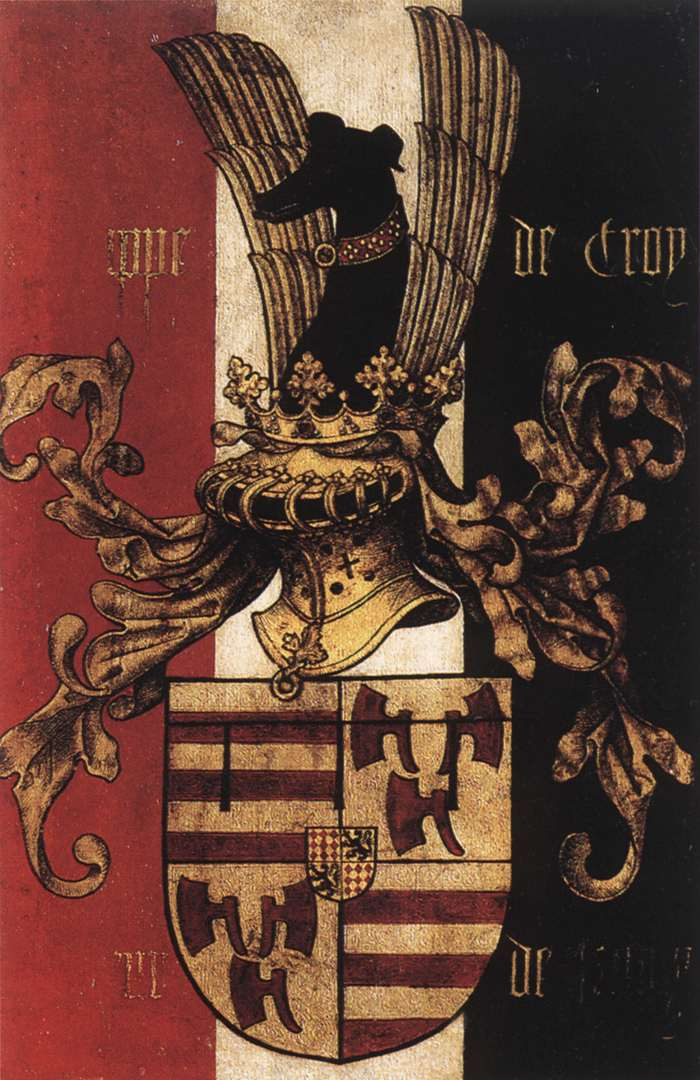
Ätten de Croys heraldiska vapen.

Prinsessan Ernestine-Frédérique de Croy (1743-1803) porträtt på Nationalmuseum.

Huset de Croy (franskt uttal: [de kʁu’i]), även von Croÿ och de Croÿ, är en uradlig ätt av franskt ursprung. Familjen har sina rötter i Château de Crouy-Saint-Pierre i Picardie där prins Marc av Ungern (barnbarnsbarn till Géza II av Ungern) år 1147 gifte sig med arvtagerskan till baroniet de Croy. I dag finns grenar av släkten i Frankrike, Belgien, Österrike och Tyskland,. Enskilda personer lever i Storbritannien och Sverige. Beroende på släktgren skrivs namnet med eller utan trema och med antingen den franska nobiliseringspartikeln de eller den tyska motsvarigheten von.                
Den 4 juni 1561 upphöjde kung Karl IX av Frankrike familjens grevskap Château-Porcien till ett franskt furstendöme. Sedan dess bär ättens huvudman furstlig värdighet med titeln hertig av Croy medan alla övriga släktingar bär adelstiteln prins/prinsessa med tilltalsformen höghet.. År 1594 upphöjdes familjen genom markis Charles Philippe de Croy även till prinsar av det Tysk-Romerska riket. Bland familjens övriga titlar räknas markis av Croy, markis av Renty, greve av Porcéan och greve av Fontenoy.. Familjens motto "À jamais Croy" - för evigt Croy, har tonsatts av renässanskompositören Johannes Lupi och nytolkats av den franska musikern Noël Akchoté.

## Personer med efternamnet de Croy
- Antoine I De Croy (1385–1475), prins och minister vid Filip den godes hov i Bourgogne
- Philippe de Croy I. (1435–1511), 2:e greve av Chimay (finns avporträtterad i en diptyk av konstnären Rogier van der Weyden)
- Guillaume II de Croy (1458–1521), greve av Porcéan och hovmarskalk vid kejsaren Karl V:s hov
- Robert de Croy (1491–1556), ärkebiskop av Cambrai
- Antoine de Croy, prins av Porcien, första make till den franska furstinnan Catherine de Cleves, hovdam åt Maria av Medici.
- Kardinal Gustav Maximilian von Croy, ärkebiskop av Rouen (1773–1844)
- Isabella av Croÿ, ärkehertiginna av Österrike-Teschen (1856–1931)
- Charles Eugène de Croy (1651–1702), prins, fältmarskalk för ryska armén. Besegrad av Karl XII under slaget vid Narva.[12]
- Emmanuel de Croy (1718-1784), hertig och Marskalk av Frankrike
- Louise-Elisabeth de Tourzel, född de Croy (1749–1832), hertiginna och Guvernant till Frankrikes barn (hos drottning Marie-Antoinette).
- Felix de Croy (död omkring 1795), fransk prins som tog emot hedersvärja från kung Gustav III, efter slagen om Skåne.[13][14]
- Ernestine-Frederique de Croy (1748-1803), prinsessa som hänger porträtt på svenska Nationalmuseum.[15]